# Sadzin

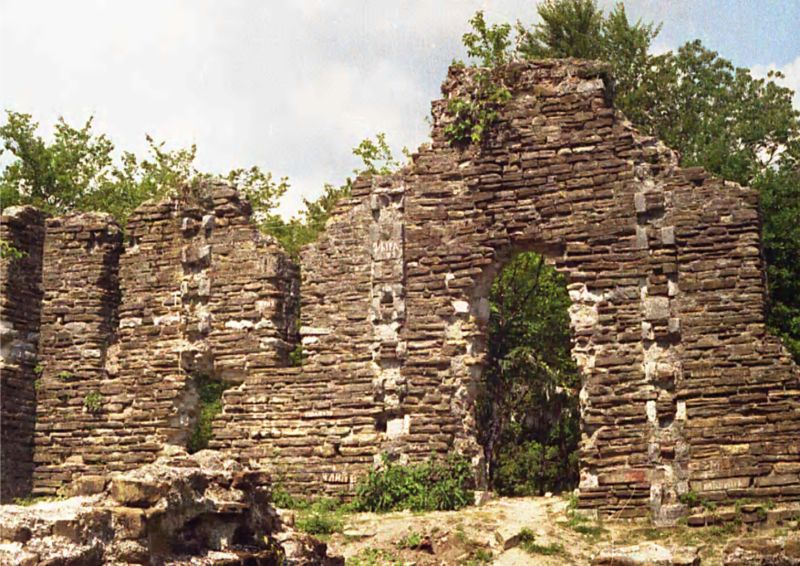
Ruinas de la iglesia medieval Sadz, en la actual Sochi.

Sadzin o Sadzen es una región de límites difusamente determinados en la costa oeste del Mar negro, que fue la zona de asentamiento de los Sadz, de donde toma su nombre. A mediados del siglo XIX, fue conocido tanto en Rusia como en Occidente como Pequeña Abjasia (Малая Абхазия) o Abjasia Menor. 
Abjasia menor fue el término utilizado para denominar a las tierras de Abjasia que no estaban bajo el control directo de los gobernantes de la dinastía Chachba. Después de la Guerra Ruso-Circasiana, la mayoría de los montañeses se trasladaron al Imperio otomano, mientras que la despoblada costa gradualmente fue colonizada por inmigrantes cristianos de distinto origen étnico.
El norte del Sadzen, hoy día forma parte del Gran Sochi, mientras que el la parte sur está incluida en las actuales fronteras de Abjasia. El Conflicto de Sochi ocurrió en el Sadzen entre 1918 y 1920.